# قسم خورخورة الريفي (مقاطعة بيجار)
قسم خورخورة الريفي (بالفارسية: دهستان خورخوره) هي منطقة سكنية تقع في إيران في قسم. يقدر عدد سكانها بـ 4,622 نسمة .